# Телибеков, Мурат Айтжанович
Мура́т Айтжа́нович Телибе́ков (каз. Мұрат Айтжанұлы Телібеков; род. 21 июня 1958 года) — руководитель незарегистрированного Союза мусульман Казахстана, директор несуществующего Мусульманского комитета по правам человека в Центральной Азии, корреспондент Всемирной исламской лиги в Казахстане. По профессии журналист, кандидат технических наук. Сетевой ньюсмейкер.

## Биография
Происходит из рода шомекей племени алимулы. Согласно своим заявлениям, Мурат Телибеков является «религиозно образованным», однако никаких дипломов об окончании учебных заведений не имеет, и часто вызывает недоумение у религиоведов своими смелыми высказываниями в отношении шариатских наук.
Мурат Телибеков прежде всего известен своими скандальными заявлениями и действиями. Так, в 2011 году он баллотировался на пост президента Республики Казахстан, однако был исключён из списка кандидатов вследствие неявки на экзамен по казахскому языку, посчитав его «унизительной процедурой».
В 2009 году Союз мусульман Казахстана в лице Мурата Телибекова заявил о совместном проекте вместе с Сашой Бароном Коэном. 
В 2015 году Мурат Телибеков снова подал заявку в ЦИК с целью баллотироваться на пост президента Республики Казахстан, но вновь отказался сдавать экзамен на знание государственного языка.

## Взгляды
По своим словам, является приверженцем светской государственности, неоднократно заявлял о введении смертной казни через расстрел за коррупционные преступления.
Мурат Телибеков неоднократно выступал с оскорбительными заявлениями о казахах, казахском языке, об оралманах. Также, по его словам, казахский язык уступает английскому и русскому языку из-за отсутствия жаргонной лексики, а казахи-оралманы, если что-то случится с Казахстаном, уедут обратно.

В казахском языке нет даже зачатков жаргона. Это говорит о том, что язык не развивается, он как бы застыл, в ней нет энергии движения. В определённом смысле это отражает психологию казахского народа, присущий ему догматизм и неприятие нового. Не исключено, что это признак старения языка, он отходит, умирает, как умер в своё время латинский и многие другие языки.
— Мурат Телибеков Ветер с улицы

## Критика
Читая публикации деятеля, который направо и налево дает комментарии от имени организации с громким названием — Союз мусульман Казахстана, понимаешь, что ниша «правдолюба» и разоблачителя всех и вся, нашла своего достойного «героя». Ежедневные обличительные и пафосные реплики, зачастую граничащие с оскорблениями, попадают на страницы таблоидов, вызывая у кого смех, а у кого желание — подать в суд. Низвергаются все: от представителей мусульманского духовенства до акимов. В результате и СМИ, и читателям всегда есть повод обсудить очередной опус, поданный к тому же, якобы от имени многочисленных верующих. Однако самый простой анализ его высказываний и действий говорит не только о стремлении расколоть мусульманскую общину, но и заработать дешевые очки «борца за правду» как перед общественностью, так и перед западными правозащитными организациями.
— Садуакас Исламбек

Некоторые его фразы приводят тихого обывателя в шок, сшибают с ног. Звучат как пощечина сонному обществу, как увесистая оплеуха конформиствующему гражданину.
Я бы не стал утверждать, что такая литература не имеет права на существование. Есть, очевидно, поклонники и у такой литературы. Общественно вредной, опасной, разжигающей вражду, стравливающей народы, призывающей к свержению власти, сеющей смуту и пр., я эту книгу не считаю.
— Герольд Бельгер